# ماركو دي لوكا
ماركو دي لوكا (بالإيطالية: Marco De Luca)‏ هو منافس ألعاب قوى إيطالي، ولد في 12 مايو 1981 في روما في إيطاليا.

## وصلات خارجية
- ماركو دي لوكا على موقع الاتحاد الدولي لألعاب القوى (الإنجليزية)
- ماركو دي لوكا على موقع الاتحاد الإيطالي لألعاب القوى (الإيطالية)
- ماركو دي لوكا على موقع اللجنة الأولمبية الدولية (الإنجليزية)
- ماركو دي لوكا على موقع أوليمبيديا (الإنجليزية)
- ماركو دي لوكا على موقع اللجنة الأولمبية الإيطالية (الإيطالية)